# Pulmonalisatresie
Pulmonalisatresie is een ernstige aangeboren hartafwijking van de pulmonalisklep waarbij de klep-opening niet goed is ontwikkeld. De klep is volledig gesloten waardoor de uitstroom van het bloed uit het hart naar de longen wordt belemmerd.

## Anatomie
De pulmonalisklep bevindt zich aan de rechterkant van het hart tussen de rechterhartkamer en de longslagader. In een normaal functionerend hart heeft de opening naar de pulmonalisklep drie klepbladen die open en dicht gaan als eenweg deuren. Door het openen van de kleppen tijdens het samentrekken van de rechterkamer en sluiten tijdens het ontspannen van de hartspier stroomt zuurstofarm bloed via de longslagader naar de longen.

## Afwijking
In het geval van pulmonalisatresie is de flap-achtige opening volledig bedekt met een laagje weefsel, waardoor het zuurstofarme bloed niet via de gebruikelijke weg naar de longen kan stromen om zuurstofrijk te worden. Het lichaam heeft zuurstofrijk bloed nodig om te overleven.
Voor de ongeboren vrucht is pulmonalisatresie niet bedreigend omdat de longen dan nog niet functioneel zijn en de zich ontwikkelende foetus via de placenta wordt voorzien van zuurstofrijk bloed. Na de geboorte nemen de longen van de baby deze taak over, maar in geval van pulmonalisatresie is er geen doorstroming van bloed via de pulmonalisklep naar de longen. Hierdoor blijft alleen de ductus Botalli over als bron van zuurstofrijk bloed. Aangezien deze na de geboorte automatisch begint te sluiten wordt de toevoer van zuurstofrijk bloed steeds minder waardoor de pasgeboren baby blauw van kleur wordt. Door dit verschijnsel kan pulmonalisatresie meestal binnen enkele minuten tot uren na de geboorte worden gediagnosticeerd, afhankelijk van de snelheid waarmee de ductus Botalli zich sluit.

### Types
Er zijn twee soorten pulmonalisatresie:
- Het eerste type wordt pulmonalisatresie met een intact interventriculair septum (PA-IVS) genoemd. PA-IVS is een zeldzame aangeboren hartafwijking en kan door een goed getraind oog worden gedetecteerd tijdens de echoscopie bij 20 weken zwangerschap. Bij PA-IVS is de pulmonaalklep compleet afgesloten waardoor het bloed vanuit de rechterhartkamer de longen niet kan bereiken. Vanwege het gebrek van bloeddoorstroming zijn meestal de structuren aan de rechterkant van het hart, zoals de pulmonaalklep en de tricuspidalisklep abnormaal klein. Minder volume van de rechterkamer kan hierbij ook voorkomen doordat de hartspier is toegenomen door de extra druk in de rechterkamer. De genetische oorzaak van PA-IVS is onbekend. Deze afwijking is zeldzaam en komt ongeveer bij 7,1-8,1 per 100.000 levendgeborenen voor.
- Het tweede type van pulmonalisatresie wordt pulmonalisatresie met ventrikelseptumdefect (PA-VSD) genoemd. PA-VSD wordt gekenmerkt door onderontwikkeling van de rechterhartkamer. Bij een ventrikelseptumdefect heeft de wand van de hartkamer een of meerdere openingen waardoor het zuurstofarme bloed vanuit de rechterkamer naar de linkerkamer kan stromen. Ook dit defect kan via echoscopie voor de geboorte worden vastgesteld. Van alle aangeboren hartafwijkingen wordt geschat dat PA-VSD voorkomt bij 2.5-3.4% van de gevallen. De genetische oorzaak van PA-VSD is niet bekend; het is echter wel gebleken dat kinderen van ouders met PA-VSD een hoger risico hebben op aangeboren hartafwijkingen.

## Oorzaak
Artsen zijn niet zeker van de oorzaak van deze aangeboren hartafwijkingen. Er zijn wel enkele factoren gevonden die het risico verhogen op het krijgen van een baby met een hartafwijking. Dit zijn onder andere aangeboren hart- en vaatziekten bij de ouders of gezinsleden van de baby, een moeder met diabetes mellitus of gebruik van drugs of alcohol tijdens de zwangerschap. Deze factoren betekenen niet dat de baby zeker geboren zal worden met een hartafwijking, maar wel dat er een verhoogde kans bestaat. Er worden ook baby's geboren met de afwijking zonder dat er sprake is van een van deze voorwaarden.

## Behandeling
In eerste instantie zal het kind worden opgenomen op de intensive care, waar het meestal eerst zuurstof krijgt toegediend om te voorkomen dat de zuurstofverzadiging van de rode bloedcellen te laag wordt. Waardes van 30-40% kunnen voorkomen als de ductus Botalli begint te sluiten. Soms worden ook medicijnen gegeven om de hart- en longfunctie te ondersteunen. Een infuus met prostaglandine E1 wordt toegediend om het sluiten van de ductus Botalli tegen te gaan zodat zuurstofrijk bloed de linkerkamer kan blijven bereiken. Langdurig gebruik van prostaglandine E1 kan echter gevaarlijk zijn omdat het kan leiden tot ademstilstand. Een andere initiële behandeling is hartkatheterisatie om het gebrek of gebreken van het hart te beoordelen. In het geval van PA-IVS kan het in eerste instantie afdoende zijn om het vliesje dat de pulmonalisklep bedekt, via een katheterisatie te doorbreken. Uiteindelijk zal de patiënt een of meer operaties moeten ondergaan om de bloedstroom blijvend te verbeteren. De eerste operatie zal waarschijnlijk worden uitgevoerd kort na de geboorte. Een shunt kan worden gemaakt tussen de aorta en de longslagader om de bloedtoevoer naar de longen te vergroten. Als het kind, en het hart, groeit zal de shunt waarschijnlijk moeten worden aangepast.
Het type chirurgie dat aanbevolen wordt is afhankelijk van de ontwikkeling en grootte van de rechterventrikel en de longslagader. Als deze de normale grootte hebben en het rechterventrikel in staat is om bloed rond te pompen, kan een openhartoperatie worden uitgevoerd om de bloedstroom door het hart volgens het normale patroon te laten verlopen.
Als de rechterventrikel te klein is en niet in staat om als pomp te werken, kunnen artsen besluiten een operatie uit te voeren volgens de Fontan procedure. In deze tweestaps procedure wordt het rechteratrium losgekoppeld van de longslagader. Het zuurstofarme bloed gaat hierdoor rechtstreeks naar de longen in plaats van eerst via het hart.

## Prognose
Het behandelresultaat varieert voor elk kind. Als de afwijking niet gecorrigeerd wordt kan deze fataal zijn, maar de prognose is door de jaren heen sterk verbeterd. Factoren die invloed hebben op hoe goed het kind het doorstaat zijn onder andere: hoe goed het hart klopt, de conditie van de bloedvaten die het hart van bloed voorzien, en hoeveel de andere hartkleppen lekken. De meeste gevallen van pulmonalisatresie kunnen worden verholpen met een operatie. Als het rechterventrikel van de patiënt uitzonderlijk klein is zullen veel operaties nodig zijn om de normale bloedcirculatie te verbeteren.
Indien ongecorrigeerd is de levensverwachting van baby's met dit type aangeboren hartafwijking in het algemeen slechts enkele dagen, namelijk de tijd dat er nog circulatie verloopt via de foetale shunts tussen links en rechts. Er zijn echter ook gevallen bekend van niet-gecorrigeerde pulmonalisatresie waarbij de baby het heeft overleefd.
Veel kinderen met pulmonalisatresie kunnen een 'normaal' leven leiden. De patiënten blijven meestal wel hun gehele leven onder controle van een cardioloog die regelmatig het functioneren en de ontwikkeling van het hart controleert. Er is een verhoogd risico op endocarditis.